# 行星地質學
|                                                                                             |  |                        |
| ESA惠更斯號探測器在2005年1月14日登陸土衛六後拍攝的第一張照片—比火星更遠天體表面的唯一圖像。 |  | 相同的圖像與對比度增強 |

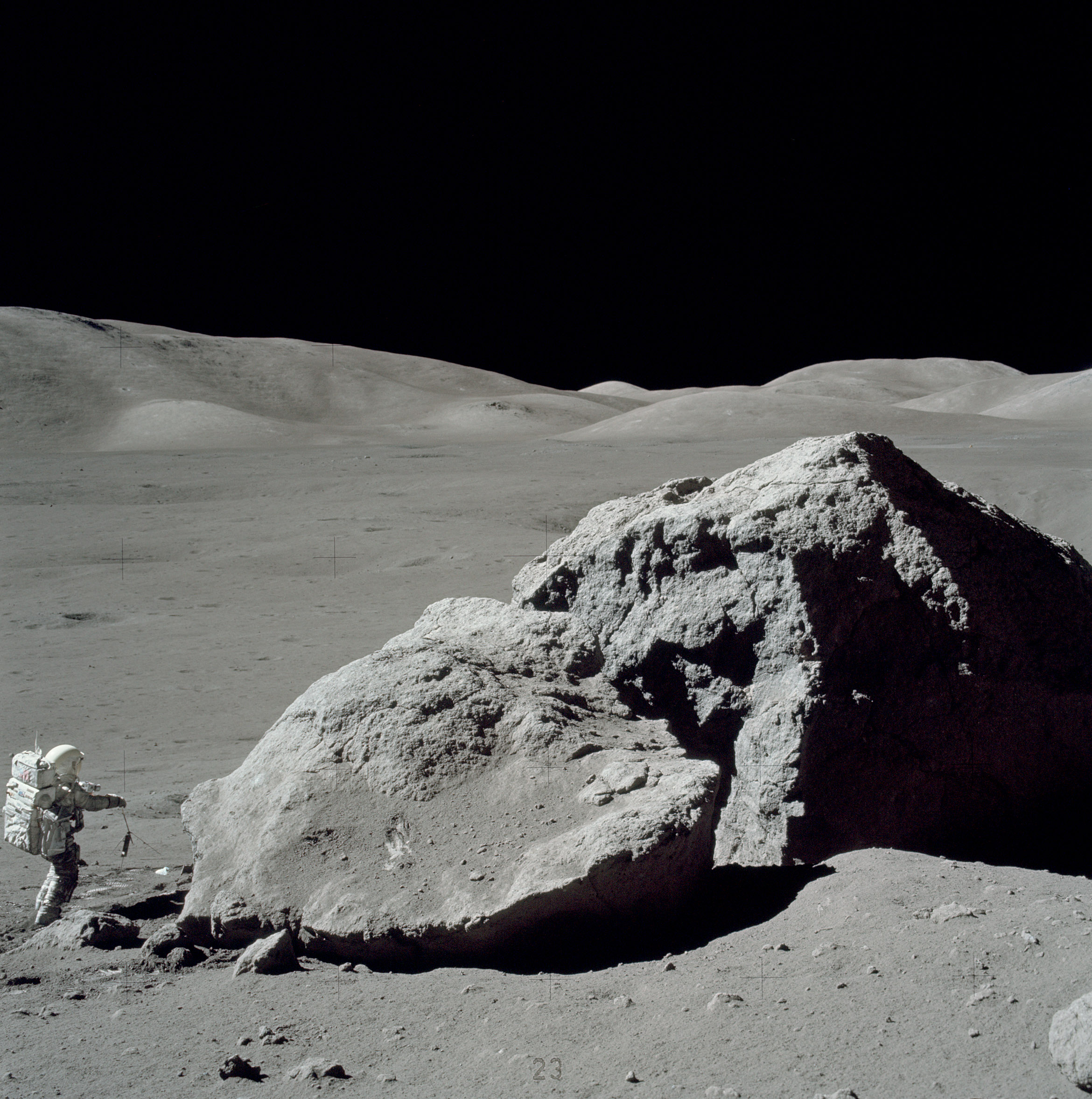
阿波羅17號太空人中的哈里森·施密特（地質學家）正在取樣。

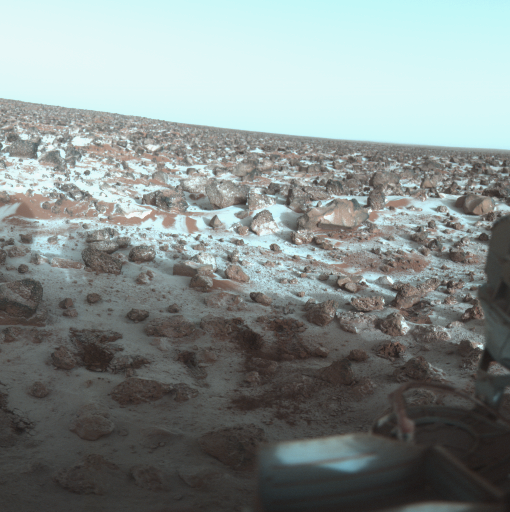
火星表面，由維京2號登陸者1977年12月9日拍攝

行星地質學（Planetary Geology），亦稱為天體地質學（Astrogeology）、天文地質學（Exogeology），是行星科學的一個重要分支學科，研究的範圍是行星、衛星、小行星、彗星以及隕石等天體的地質。雖然geo-(地理)前綴通常表示地球或與地球相關的主題，但由於歷史和便利的原因，行星地質學被命名為： 將地質科學應用於其他行星體。 由於涉及類型的調查，它也與地球地質學密切相關。
行星地質學包括確定类地行星的內部結構等主題，並且還考察了行星火山活動和表面過程，如撞击坑，河流和風蝕過程。 還研究了巨型行星及其衛星的結構，以及諸如小行星，柯伊伯带和彗星的太陽系的小天體組織。

## 行星地質學歷史
尤金·舒梅克被認為是行星地質學的奠基人。1963年時他在亞利桑那州旗竿鎮成立美國地質調查局轄下的太空地質學研究計劃（Astrogeology Research Program）。他在月面學（Selenography）、撞擊坑、小行星及彗星等研究有極大貢獻。
亞利桑那州巴林傑隕石坑的遊客中心也包含一個行星地質學的博物館。
知名的行星地質學研究單位有月球與行星研究所、約翰·霍普金斯大學應用物理實驗室、行星科學研究所、喷气推进实验室、美国西南研究院、林顿·约翰逊太空中心。大學則有布朗大學、亚利桑那大学月球與行星實驗室、加州理工學院、麻省理工学院、聖路易斯華盛頓大學。

## 特徵和術語
行星地質學使用各種各樣的標準化描述符名稱給特徵。國際天文聯會承認的所有行星功能名稱將其中一個名稱與可能唯一的識別名稱相結合。 決定更精確名稱的慣例取決於該特徵所在的行星體，但標準描述符通常與所有天文行星體共同的。

## 按照行星
- 水星地質
- 金星地質
- 地球地質歷史
- 月球地質
- 月面學
- 火星地質
- 行星科學
- 灶神星地質
- 穀神星地質
- 木卫一地质
- 土卫六地质
- 冥卫一地质
- 冥王星地质

## 補充閱讀
- J. F. Bell III, B. A. Campbell, M. S. Robinson.  3rd. John Wiley & Sons. 2004  [2006-08-23]. （原始内容存档于2015-09-24）.
- Roberge, Aki. . Department of Terrestrial Magnetism. 1998-04-21  [2006-08-23]. （原始内容存档于2006-08-13）.